# Universidade de Viena
A Universidade de Viena (em alemão:  Universität Wien) está localizada em Viena, na Áustria. Foi fundada em 12 de março de 1365 pelo Duque da Áustria Rodolfo IV, e por isso nomeada Alma Mater Rudolphina.